# Équipe cycliste masculine Uno-X Mobility
Cet article concerne l'équipe masculine. Pour l'équipe féminine, voir Équipe cycliste féminine Uno-X Mobility.
L'équipe cycliste Uno-X Mobility (anciennement nommée Uno-X Norwegian Development Team et Uno-X Pro Cycling Team) est une équipe cycliste norvégienne. Créée en 2017 avec une licence d'équipe continentale, elle court avec le statut d'UCI ProTeam depuis 2020.
L'équipe Uno-X Mobility Development lui sert d'équipe de réserve de 2018 à 2024.

## Histoire de l'équipe

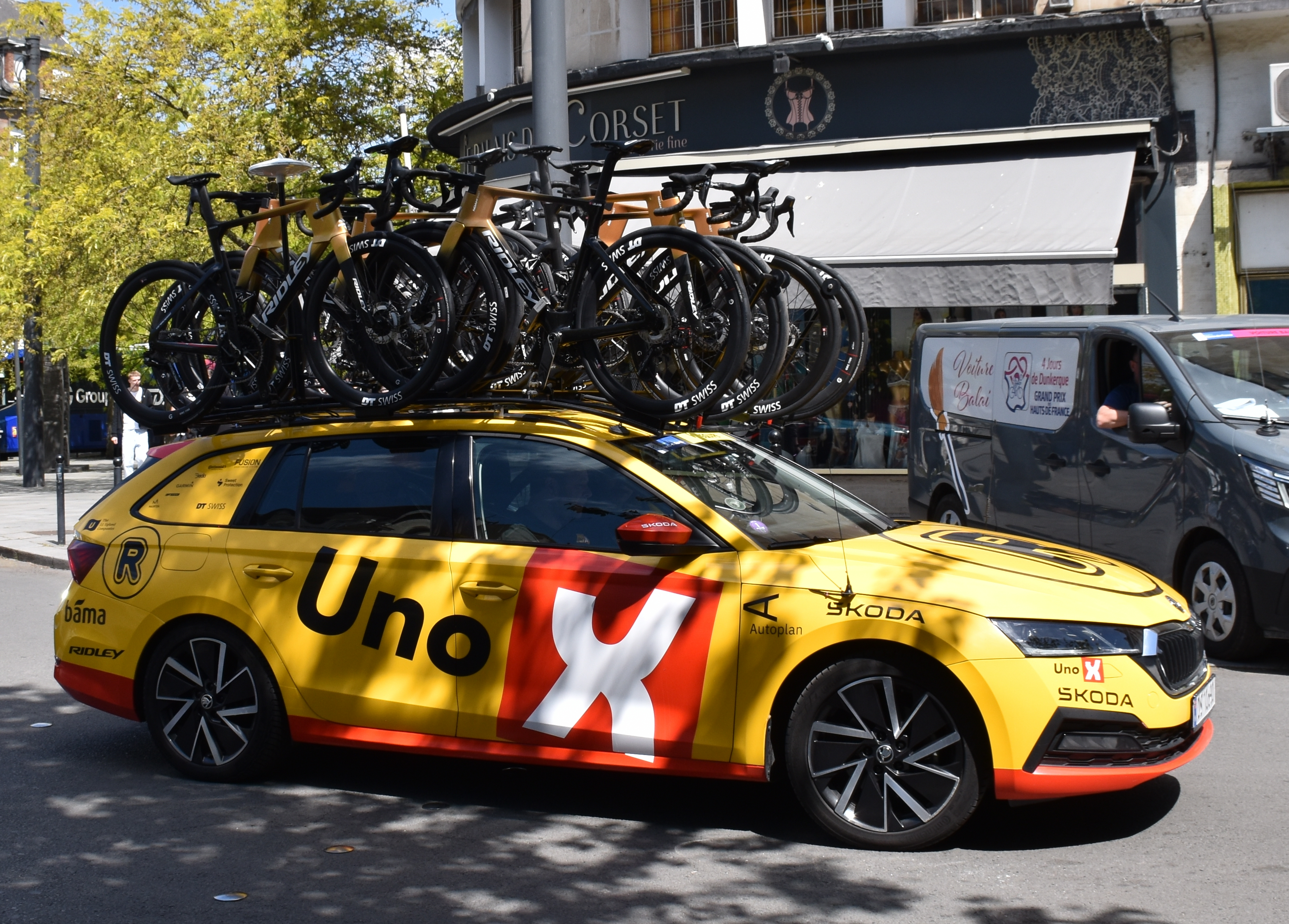
Véhicule Uno-X Mobility lors Les Quatre Jours de Dunkerque 2025

L'équipe est créée en 2017 par deux clubs cyclistes qui en sont propriétaires, le Ringerike Sykkelklubb et le Lillehammer Cykleklubb, et un sponsor principal, la chaîne de stations services Uno-X (en). Selon ses dirigeants, l'équipe a pour but de former de jeunes cyclistes norvégiens,. Kurt Asle Arvesen est engagé en tant que manager sportif,. Elle prend le relais de l'équipe continentale norvégienne Ringeriks-Kraft dissoute fin 2016.

### 2017-2019: premières saisons en Continentale
Pour la première saison en continentale de la formation norvégienne, elle remporte une victoire, le Fyen Rundt, une course d’un jour danoise. Leur meilleur coureur Audun Fløtten se classe 11e du Tour de Norvège et 5e du Tour de Rhodes et de l’Olympia's Tour. Il termine également 2e du GP Himmerland Rundt.
L’équipe norvégienne recrute 7 coureurs pour la saison 2018. Parmi les nouvelles recrues, on retrouve notamment Tobias Foss, Andreas Leknessund et les frères Skaarseth mais voit le départ de leur meilleur coureur : Auden Fløtten.
Lors de cette saison, l’équipe remporte 4 victoires, une étape du Tour de Rhodes. La classique Norvégienne Ringerike Grand Prix et les championnats de Norvège sur route espoirs. Mais également le Circuit Het Nieuwsblad espoirs. Le coureur le plus performant de l’année est le jeune Tobias Foss.
Uno-X Norwegian Development recrute seulement trois coureurs durant l’hiver 2018 : Markus Hoelgaard, Kristoffer Skjerping et Martin Urianstad. 
Durant la saison 2019, Uno-X gagne 5 victoires soit une de plus que l’année précédente. On retrouve dans ces victoires le Ringerike Grand Prix pour la deuxième année consécutive mais également la classique norvégienne du Gylne Gutuer. Sur les courses par étapes, elle remporte une étape du Tour de Haute-Autriche et une étape sur l’Arctic Race of Norway. La cinquième victoire survient lors du championnat de Norvège de contre-la-montre que remporte Leknessund. Le meilleur coureur de la saison de l’équipe est Andreas Leknessund avec 11 top 10 dans la saison.

### 2020: passage en ProTeam
Pour leur première saison en ProTeam, Uno-X recrute pas moins de neuf coureurs mais perd Foss.
En fin de saison, l’équipe compte 14 victoires dont une au classement général du Tour du Frioul-Vénétie Julienne ainsi que deux étapes. La formation norvégienne performe également en Pologne en glanant deux victoires d’étapes et une deuxième place au général sur le Tour of Malopolska, en Grèce, Uno-X remporte le Grand Prix international de Rhodes. On compte également des victoires sur le Lillehammer GP. La formation norvégienne réalise une razzia sur les championnats nationaux de Norvège et du Danemark en remportant la course en ligne et le contre-la-montre. Cette saison, le meilleur coureur de l’équipe est Markus Hoelgaard

### 2021: saison de transition
Pour leur deuxième saison en division deux du cyclisme mondial, Uno-X recrute trois norvégiens qui ont déjà fait leurs preuves, Søren Wærenskjold, Rasmus Tiller et Kristoffer Halvorsen mais est contrainte de laisser partir Leknessund.
La formation norvégienne remporte 12 succès soit deux de moins que l’année précédente. Concernant les courses par étapes, on compte les victoires au général sur le Tour de la Mirabelle ainsi que deux étapes. Au niveau des courses d'un jour, Uno-X remporte À travers le Hageland et le Fyen Rundt pour les plus importantes. Le coureur le plus performant de l’équipe est Rasmus Tiller et ses quatre podiums dans la saison.

### 2022: premières participations en courses WorldTour
Le recrutement de Uno-X pour la saison 2022 est intéressant avec la venu de Tobias Johannessen, Jonas Gregaard ou encore Anthon Charmig.
Sur les 9 victoires de l’équipe lors de l’année, on en compte 5 sur des courses par étapes. Elles sont le classement général du Tour d'Antalya ainsi qu’une étape et une victoire d’étape sur l’Étoile de Bessèges-Tour du Gard, sur le Tour de Langkawi et sur le Tour d'Oman. Quant aux courses d'un jour, l’équipe gagne le GP de Megasaray (en) et les Boucles de l'Aulne. Le coureur le plus performant est Tobias Johannessen grâce à ses tops 10 sur le Tour de Catalogne et sur le Tour de Norvège.

### 2023: participation au Tour de France
Uno-X recrute 4 coureurs dont l’ancien champion d’Europe Alexander Kristoff.
Durant la saison, l’équipe remportera 15 succès dont le Tour Poitou-Charentes, À travers le Hageland et la Route Adélie de Vitré. S'ajoute à cela les victoires d’étapes sur le Tour de Grande-Bretagne et le Tour de Luxembourg.

## Classements UCI
L'équipe participe aux circuits continentaux et principalement à des épreuves de l'UCI Europe Tour. Le tableau ci-dessous présente les classements de l'équipe sur ce circuit, ainsi que son meilleur coureur au classement individuel.
UCI Europe Tour
| UCI Europe Tour | UCI Europe Tour        | UCI Europe Tour                           | UCI Europe Tour |
| Année           | Classement par équipes | Meilleur coureur au classement individuel |                 |
| --------------- | ---------------------- | ----------------------------------------- | --------------- |
| 2017            | 67e                    | Audun Fløtten (197e)                      |                 |
| 2018            | 52e                    | Torjus Sleen (462e)                       |                 |
| 2019            | 26e                    | Andreas Leknessund (191e)                 |                 |
| 2020            | 6e                     | Andreas Leknessund (101e)                 |                 |
| 2021            | 4e                     | Rasmus Tiller (79e)                       |                 |
| 2022            | 4e                     | Rasmus Tiller (99e)                       |                 |
| 2023            | 3e                     | Tobias Johannessen (51e)                  |                 |
| 2024            | 3e                     | Alexander Kristoff (41e)                  |                 |
|                 |                        |                                           |                 |
| Source : UCI    |                        |                                           |                 |

L'équipe est également classée au Classement mondial UCI qui prend en compte toutes les épreuves UCI et concerne toutes les équipes UCI.
| Classement mondial | Classement mondial     | Classement mondial                        | Classement mondial |
| Année              | Classement par équipes | Meilleur coureur au classement individuel |                    |
| ------------------ | ---------------------- | ----------------------------------------- | ------------------ |
| 2017               | -                      | Audun Fløtten (391e)                      |                    |
| 2018               | -                      | Tobias Foss (682e)                        |                    |
| 2019               | 49e                    | Andreas Leknessund (228e)                 |                    |
| 2020               | 25e                    | Andreas Leknessund (122e)                 |                    |
| 2021               | 23e                    | Rasmus Tiller (95e)                       |                    |
| 2022               | 22e                    | Rasmus Tiller (117e)                      |                    |
| 2023               | 21e                    | Tobias Johannessen (62e)                  |                    |
| 2024               | 18e                    | Alexander Kristoff (50e)                  |                    |
|                    |                        |                                           |                    |
| Source : UCI       |                        |                                           |                    |

## Principales victoires

### Compétitions internationales
- Championnats du monde[n 1]
  - Contre-la-montre espoirs : 2021 (Johan Price-Pejtersen)

- Championnats d'Europe[n 1]
  - Contre-la-montre espoirs : 2021 (Johan Price-Pejtersen)

### Courses d'un jour
- Tour de Fyen : 2017 (Audun Fløtten), 2021 (Niklas Larsen)
- Ringerike GP : 2018 (Syver Wærsted), 2019 (Kristoffer Skjerping)
- Circuit Het Nieuwsblad espoirs : 2018 (Erik Nordsæter Resell)
- Gylne Gutuer : 2019 (Kristoffer Skjerping)
- International Rhodes Grand Prix : 2020 (Erlend Blikra)
- Hafjell TT : 2020 (Andreas Leknessund)
- Lillehammer GP : 2020 (Andreas Leknessund), 2021 (Idar Andersen)
- À travers le Hageland : 2021 et 2023 (Rasmus Tiller)
- Paris-Tours espoirs : 2021 (Jonas Iversby Hvideberg)
- Grand Prix Megasaray : 2022 (Tord Gudmestad)
- Boucles de l'Aulne-Châteaulin : 2022 (Idar Andersen)
- Route Adélie de Vitré : 2023 (Fredrik Dversnes)
- Sundvolden GP : 2023 (Ådne Holter)
- Brussels Cycling Classic : 2024 (Jonas Abrahamsen)
- Veneto Classic : 2024 (Magnus Cort Nielsen)
- Tour des onze villes : 2024 (Alexander Kristoff)
- Veenendaal-Veenendaal : 2024 (Tord Gudmestad)
- Antwerp Port Epic : 2024 (Alexander Kristoff)
- Flèche de Heist : 2024 (Alexander Kristoff)
- Tour de Louvain-Mémorial Jef Scherens : 2024 (Markus Hoelgaard)

### Courses par étapes
- Tour du Frioul-Vénétie julienne : 2020 (Andreas Leknessund)
- Tour de la Mirabelle : 2021 (Idar Andersen)
- Tour d'Antalya : 2022 (Jacob Hindsgaul Madsen)
- Tour Poitou-Charentes en Nouvelle-Aquitaine : 2023, 2024 (Søren Wærenskjold)
- Tour de Belgique : 2024 (Søren Wærenskjold)
- Arctic Race of Norway : 2024 (Magnus Cort Nielsen)

### Championnats nationaux
- Championnat du Danemark sur route : 3
  - Course en ligne espoirs : 2020 (Julius Johansen)
  - Contre-la-montre espoirs : 2020 (Julius Johansen), 2021 (Johan Price-Pejtersen)
- Championnat de Norvège sur route : 7
  - Course en ligne : 2022 (Rasmus Tiller), 2023 (Fredrik Dversnes), 2024 (Markus Hoelgaard)
  - Contre-la-montre : 2019, 2020 (Andreas Leknessund), 2023, 2024 (Søren Wærenskjold)
  - Course en ligne espoirs : 2020 (Martin Urianstad)

## Bilan sur les grands tours
- Tour de France
  - 3 participations (2023, 2024, 2025) 
  - 1 victoires d'étape
    - 1 en 2025 : Jonas Abrahamsen

  - 0 classement annexe

- Tour d'Italie
  - 0 participations
  - 0 victoires d'étape
  - 0 classement annexe

- Tour d'Espagne
  - 0 participations
  - 0 victoires d'étape
  - 0 classement annexe

## Uno-X Mobility en 2025
Effectif
| Effectif 2025                                  | Effectif 2025     | Effectif 2025 | Effectif 2025                             |
| Cycliste                                       | Date de naissance | Pays          | Équipe précédente                         |
| ---------------------------------------------- | ----------------- | ------------- | ----------------------------------------- |
| Jonas Abrahamsen                               | 20 septembre 1995 | Norvège       | Ringeriks-Kraft (2016)                    |
| Carl-Frederik Bévort                           | 24 novembre 2003  | Danemark      | Uno-X DARE Development (2023)             |
| Erlend Blikra                                  | 11 janvier 1997   | Norvège       | Team Coop (2019)                          |
| William Blume Levy                             | 14 janvier 2001   | Danemark      | ColoQuick (2021)                          |
| Magnus Cort Nielsen                            | 16 janvier 1993   | Danemark      | EF Education-EasyPost (2023)              |
| Simon Dalby                                    | 29 janvier 2003   | Danemark      | Uno-X Mobility Development (2024)         |
| Fredrik Dversnes                               | 20 mars 1997      | Norvège       | Team Coop (2021)                          |
| Stian Fredheim                                 | 23 mars 2003      | Norvège       | Uno-X DARE Development (2022)             |
| Markus Hoelgaard                               | 4 octobre 1994    | Norvège       | Lidl-Trek (2023)                          |
| Ådne Holter                                    | 8 juillet 2000    | Norvège       | Lillehammer Cykleklubb (2021)             |
| Jonas Iversby Hvideberg                        | 9 février 1999    | Norvège       | Team DSM-Firmenich (2023)                 |
| Anders Johannessen                             | 23 août 1999      | Norvège       | Uno-X DARE Development (2021)             |
| Tobias Johannessen                             | 23 août 1999      | Norvège       | Uno-X DARE Development (2021)             |
| Alexander Kristoff                             | 5 juillet 1987    | Norvège       | Intermarché-Wanty-Gobert Matériaux (2022) |
| Andreas Kron                                   | 1 juin 1998       | Danemark      | Lotto Dstny (2024)                        |
| Johannes Kulset                                | 14 avril 2004     | Norvège       | Uno-X DARE Development (2023)             |
| Magnus Kulset                                  | 18 août 2000      | Norvège       | Uno-X DARE Development (2022)             |
| Andreas Leknessund                             | 21 mai 1999       | Norvège       | Team DSM-Firmenich (2023)                 |
| Sakarias Koller Løland                         | 20 septembre 2001 | Norvège       | Uno-X DARE Development (2023)             |
| Henrik Pedersen                                | 3 décembre 2004   | Danemark      | Uno-X Mobility Development (2024)         |
| Erik Nordsæter Resell                          | 28 septembre 1996 | Norvège       | Lillehammer Cykleklubb (2016)             |
| Anders Skaarseth                               | 7 mai 1995        | Norvège       | Joker Icopal (2017)                       |
| Rasmus Tiller                                  | 28 juillet 1996   | Norvège       | NTT Pro Cycling (2020)                    |
| Martin Urianstad Bugge                         | 6 février 1999    | Norvège       | Stavanger Sykleklubb (2018)               |
| Rasmus Bøgh Wallin                             | 2 janvier 1996    | Danemark      | Restaurant Suri-Carl Ras (2023)           |
| Søren Wærenskjold                              | 12 mars 2000      | Norvège       | Joker Fuel of Norway (2020)               |
| Amund Grøndahl Jansen                          | 11 février 1994   | Norvège       | Team Jayco AlUla (2024)                   |
| Tobias Svarre (1 août–31 déc., stagiaire)      | 19 juillet 2004   | Danemark      | ColoQuick (2025)                          |
| Storm Ingebrigtsen (1 août–31 déc., stagiaire) | 17 février 2005   | Norvège       | Team Coop-Repsol (2025)                   |
|                                                |                   |               |                                           |
| Source : ProCyclingStats                       |                   |               |                                           |

Victoires
| Victoires | Victoires                            | Victoires | Victoires | Victoires              | Victoires |
| Date      | Course                               | Pays      | Classe    | Vainqueur              |           |
| --------- | ------------------------------------ | --------- | --------- | ---------------------- | --------- |
| 6 fév.    | 2e étape de l'Étoile de Bessèges     | France    | 2.1       | Søren Wærenskjold      |           |
| 21 fév.   | 3e étape du Tour d'Andalousie        | Espagne   | 2.Pro     | Alexander Kristoff     |           |
| 26 fév.   | 1re étape, Gran Camiño               | Portugal  | 2.1       | Magnus Cort Nielsen    |           |
| 27 fév.   | 2e étape, Gran Camiño                | Espagne   | 2.1       | Magnus Cort Nielsen    |           |
| 1 mars    | Circuit Het Nieuwsblad               | Belgique  | 1.UWT     | Søren Wærenskjold      |           |
| 2 mars    | 5e étape, Gran Camiño                | Espagne   | 2.1       | Magnus Cort Nielsen    |           |
| 14 mars   | 5e étape, Tirreno-Adriatico          | Italie    | 2.UWT     | Fredrik Dversnes       |           |
| 30 mars   | Roue tourangelle                     | France    | 1.1       | Erlend Blikra          |           |
| 4 avr.    | Route Adélie de Vitré                | France    | 1.1       | Stian Fredheim         |           |
| 10 mai    | Sundvolden Grand Prix                | Norvège   | 1.2       | Andreas Leknessund     |           |
| 11 mai    | Ringerike Grand Prix                 | Norvège   | 1.2       | Sakarias Koller Løland |           |
| 8 juin    | Classement général, Tour de Slovénie | Slovénie  | 2.Pro     | Anders Johannessen     |           |
| 29 juin   | Championnat de Norvège sur route     | Norvège   | CN        | Andreas Leknessund     |           |
| 16 juill. | 11e étape du Tour de France          | France    | 2.UWT     | Jonas Abrahamsen       |           |
| 8 août    | 2e étape de la Arctic Race of Norway | Norvège   | 2.Pro     | Alexander Kristoff     |           |
| 10 août   | 4e étape de la Arctic Race of Norway | Norvège   | 2.Pro     | Fredrik Dversnes       |           |
| 13 août   | 2e étape du Tour du Danemark         | Danemark  | 2.Pro     | Søren Wærenskjold      |           |
| 15 août   | Circuit franco-belge                 | Belgique  | 1.Pro     | Jonas Abrahamsen       |           |